# Isabelle Pralong
Isabelle Pralong, née le 12 avril 1967 à Sion, est une auteure de bande dessinée suisse.

## Biographie
Isabelle Pralong, mère de trois enfants, enseigne le dessin à mi-temps en parallèle de ses activités de bédéaste,. En matière de bande dessinée, elle est autodidacte. C'est avec la maison d'édition genevoise Atrabile qu'elle entre dans le secteur de la bande dessinée.
Son dernier ouvrage Polly, avec Fabrice Melquiot, est sélectionné pour le Prix BD-Zoom. Il obtient la « Pépite » 2021 du Salon du livre et de la presse jeunesse, dans la catégorie Fiction Ados. Il est également récompensé du Prix Rodolphe-Töpffer Genève 2021, prix qu'elle reçoit pour la troisième fois.

## Publications
- Talam, B.ü.L.b comix, coll. « 2[w] », 1999 (OCLC 716356346).
- Ficus, Atrabile, 2002  (ISBN 2970016516).
- Fourmi ?, La Joie de lire, coll. « Somnambule », 2004  (ISBN 2-88258-292-7).
- L'Éléphant, Vertige Graphic, 2007  (ISBN 978-2-84999-047-6). Essentiel « Révélation » du festival d'Angoulême 2008.
- Prédictions, avec Aurélie William Levaux (d'après Peter Handke), Atrabile, 2011  (ISBN 9782940329861).
- Oui mais il ne bat que pour vous, L'Association, coll. « Éperluette », 2011  (ISBN 978-2-84414-433-1).
- Je suis au pays avec ma mère[7] (dessin et couleurs), co-scénarisé par Irène De Santa Ana, Atrabile, coll. Hors Collection, septembre 2019  (ISBN 978-2-88923-085-3) - Sélection officielle du Festival d'Angoulême 2020
- Polly, avec Fabrice Melquiot, La Joie de Lire, Genève, 2021

## Prix et distinctions
- 2007 : Prix Rodolphe-Töpffer Genève pour L'Éléphant[8],[6] ;
- 2008 :  Essentiel « Révélation » du festival d'Angoulême pour L'Éléphant ;
- 2011 : Prix Rodolphe-Töpffer Genève pour Oui, mais il ne bat que pour vous[8],[6].
- 2021 : 
  -  « Pépite » du Salon du livre et de la presse jeunesse[4], catégorie Fiction Ados, pour Polly, avec Fabrice Melquiot
  - Prix Rodolphe-Töpffer Genève[5],[6],[9] pour Polly, avec Fabrice Melquiot
- 2022 :  Prix BolognaRagazzi, catégorie Comics - young adult[10], Foire du livre de jeunesse de Bologne  pour Polly, avec Fabrice Melquiot